# Alpin skidåkning vid olympiska vinterspelen 1964
Resultat från tävlingarna i alpin skidåkning vid olympiska vinterspelen 1964.

## Medaljtabell
| Pl. | Nation                 | Guld | Silver | Brons | Totalt |
| --- | ---------------------- | ---- | ------ | ----- | ------ |
| 1   | Frankrike              | 3    | 3      | 0     | 6      |
| 2   | Österrike              | 3    | 2      | 2     | 7      |
| 3   | USA                    | 0    | 2      | 2     | 4      |
| 4   | Tysklands förenade lag | 0    | 0      | 1     | 1      |

## Resultat

### Herrar
| Gren                   | Guld                       | Guld    | Silver                 | Silver  | Brons                                   | Brons   |
| Störtlopp Detaljer...  | Egon Zimmermann Österrike  | 2:18,16 | Léo Lacroix Frankrike  | 2:18,90 | Wolfgang Bartels Tysklands förenade lag | 2:19,48 |
| Storslalom Detaljer... | François Bonlieu Frankrike | 1:46,71 | Karl Schranz Österrike | 1:47,09 | Pepi Stiegler Österrike                 | 1:48,05 |
| Slalom Detaljer...     | Pepi Stiegler Österrike    | 2:11,13 | Billy Kidd USA         | 2:11,27 | Jimmy Heuga USA                         | 2:11,52 |

### Damer
| Gren                   | Guld                          | Guld    | Silver                                         | Silver  | Brons                         | Brons                         |
| Störtlopp Detaljer...  | Christl Haas Österrike        | 1:55,39 | Edith Zimmermann Österrike                     | 1:56,42 | Traudl Hecher Österrike       | 1:56,66                       |
| Storslalom Detaljer... | Marielle Goitschel Frankrike  | 1:52,24 | Christine Goitschel Frankrike Jean Saubert USA | 1:53,11 | (ingen, två silvermedaljörer) | (ingen, två silvermedaljörer) |
| Slalom Detaljer...     | Christine Goitschel Frankrike | 1:29,86 | Marielle Goitschel Frankrike                   | 1:30,77 | Jean Saubert USA              | 1:31,36                       |

## Resultat

### Herrar

#### Slalom
| Medalj | Namn           | Tid     |
| Guld   | Josef Stiegler | 1.31,13 |
| Silver | Billy Kidd     | 1.31,27 |
| Brons  | James Heuga    | 1.31,52 |
| 4      | Michel Arpin   | 1.32,91 |
| 5      | Ludwig Leitner | 1.32,94 |
| 6      | Adolf Mathis   | 1.32,99 |

#### Storslalom
| Medalj | Namn              | Tid     |
| Guld   | François Bonlieu  | 1.46,71 |
| Silver | Karl Schranz      | 1.47,09 |
| Brons  | Josef Stiegler    | 1.48,05 |
| 4      | Willy Favre       | 1.48,69 |
| 5      | Jean-Claude Killy | 1.48,92 |
| 6      | Gerhard Nenning   | 1.49,68 |

#### Störtlopp
| Medalj | Namn             | Tid     |
| Guld   | Egon Zimmermann  | 2.18,16 |
| Silver | Léo Lacroix      | 2.18,90 |
| Brons  | Wolfgang Bartels | 2.19,48 |
| 4      | Joos Minsch      | 2.19,54 |
| 5      | Ludwig Leitner   | 2.19,67 |
| 6      | Guy Périllat     | 2.19,79 |

### Damer

#### Slalom
| Medalj | Namn                | Tid     |
| Guld   | Christine Goitschel | 1.29,86 |
| Silver | Marielle Goitschel  | 1.30,77 |
| Brons  | Jean Saubert        | 1.31,36 |
| 4      | Heidi Biebl         | 1.34,04 |
| 5      | Edith Zimmermann    | 1.34,27 |
| 6      | Christl Haas        | 1.35,11 |

#### Storslalom
| Medalj | Namn                | Tid     |
| Guld   | Marielle Goitschel  | 1.52,24 |
| Silver | Christine Goitschel | 1.53,11 |
| Silver | Jean Saubert        | 1.53,11 |
| 4      | Christl Haas        | 1.53,86 |
| 5      | Annie Famose        | 1.53,89 |
| 6      | Edith Zimmermann    | 1.54,21 |

#### Störtlopp
| Medalj | Namn               | Tid     |
| Guld   | Christl Haas       | 1.55,39 |
| Silver | Edith Zimmermann   | 1.56,42 |
| Brons  | Traudl Hecher      | 1.56,66 |
| 4      | Heidi Biebl        | 1.57,87 |
| 5      | Barbi Henneberger  | 1.58,03 |
| 6      | Madeleine Bochatay | 1.59,11 |